# Жёлтая цапля
Жёлтая ца́пля (Ardeola ralloides) — птица семейства цаплевых.

## Описание
Жёлтая цапля длиной 40—49 см, вес 250—300 г., размах крыльев от 71 до 80 см. Оперение жёлто-охристого цвета. Брюхо, хвост и крылья белые. Ноги красные, клюв зеленовато-жёлтый, вершина клюва чёрная. В брачном наряде у птицы на затылке удлинённые, белые с чёрной каймой перья. Молодые птицы окрашены темнее.

## Местообитание
Жёлтая цапля гнездится в пресных болотах и болотистых низинах с зарослями тростника в Средиземноморье, в Азии — на Кавказе, в Средней и Юго-Западной Азии, Марокко и Эфиопии. В сентябре и октябре она перелетает в Африку, отдельные особи остаются зимовать на юге Средиземноморья. По возвращении в апреле и мае в места гнездования некоторые птицы летят дальше в направлении Северного моря. Жёлтую цаплю можно наблюдать в Центральной Европе до конца лета. В большом количестве гнездится в Румынии (6500 пар) и Турции (6000 пар). В последние годы стала обычной в Армении. В России гнездится в долине Нижнего Дона, на Западном Маныче, на Восточном Маныче и в водоёмах Ставропольского края, в дельтах Кубани, Терека, Волги и редко — Урала. Во второй половине XIX века жёлтая цапля была редкой птицей в России, однако развитие рисосеяния и прудово-лиманного рыбоводства в 1970-е—1980-е годы способствовало расширению ареала на Северном Кавказе.

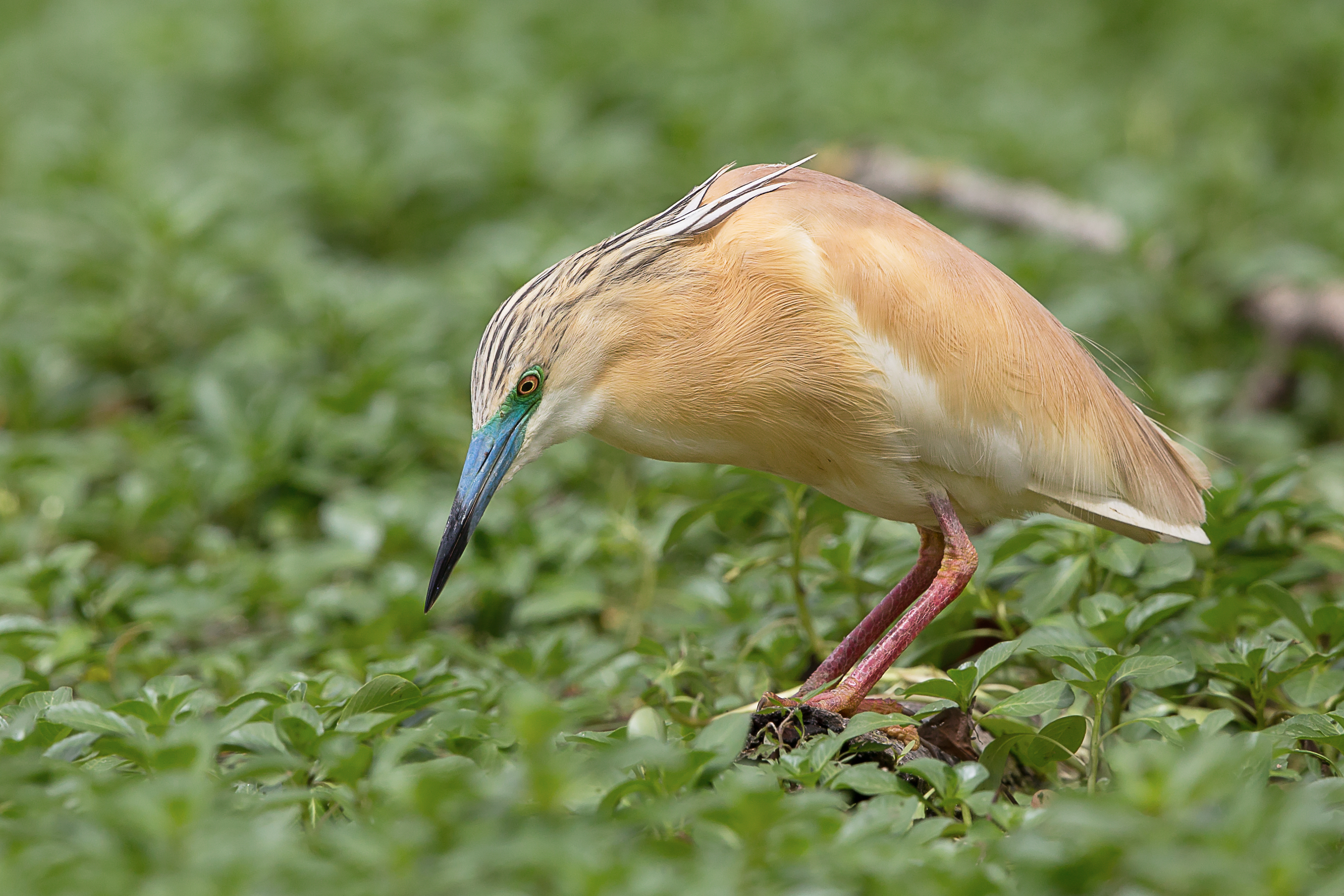

## Поведение
Птица ведёт одиночный образ жизни, либо селится небольшими группами, защищая свой промысловый участок от сородичей.

## Питание
Жёлтая цапля активна в сумерки, охотится в густых кустарниках или камышах на водных насекомых, лягушек и мелкую рыбу.

## Размножение

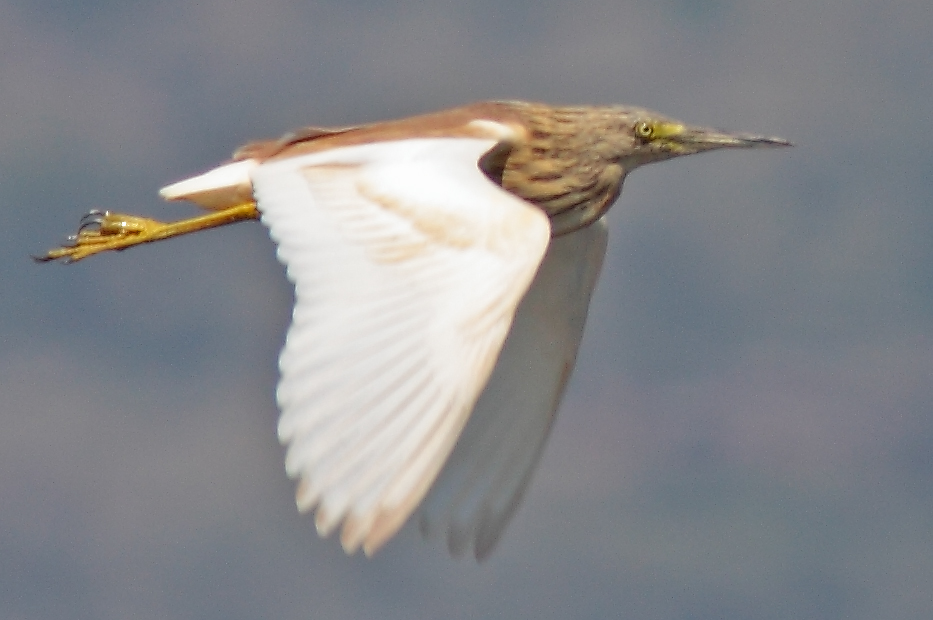
В полёте

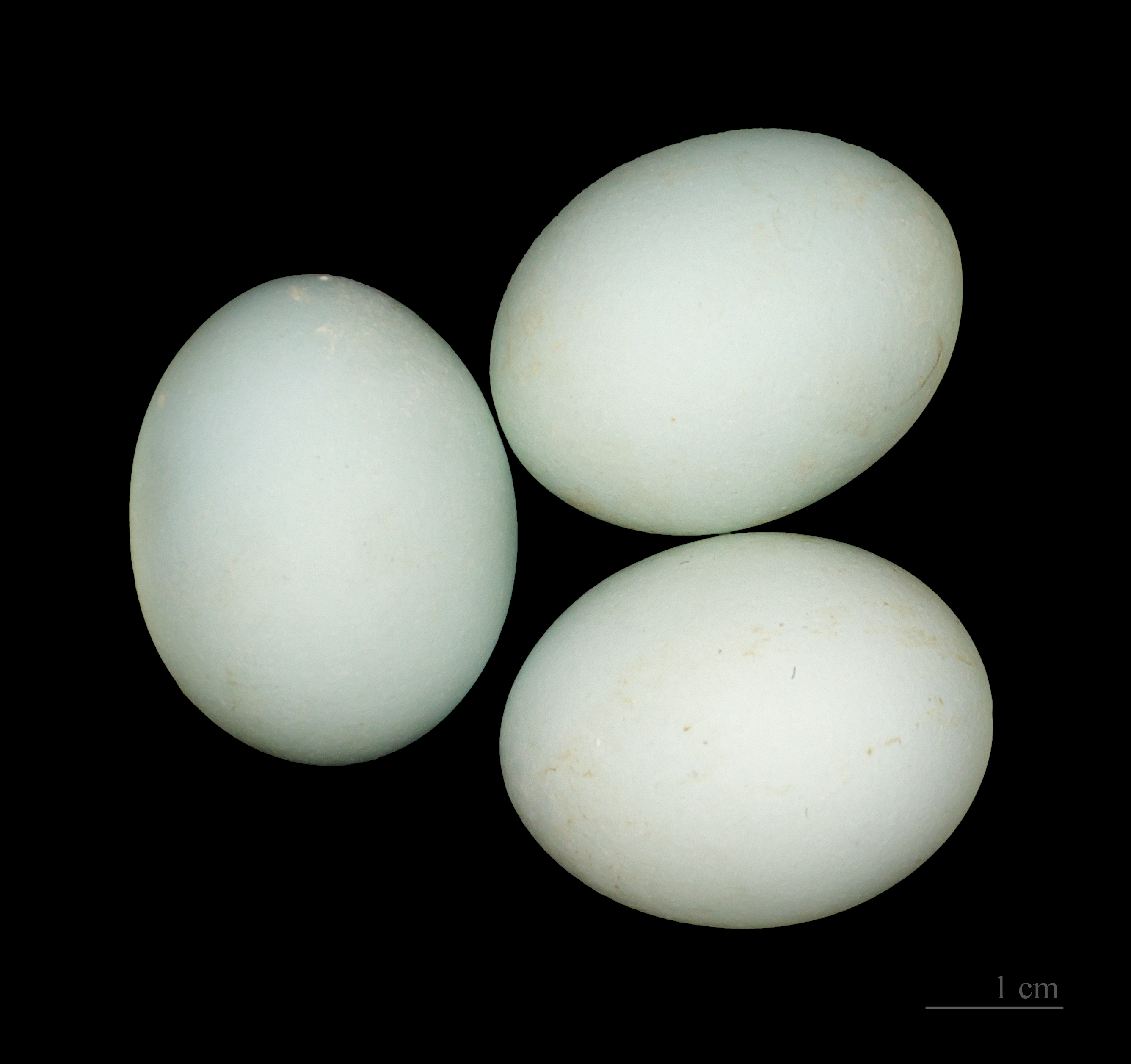
Яйца

Жёлтая цапля гнездится раз в год с апреля по июнь в колониях, вместе с другими видами цапель, каравайками и малыми бакланами. Гнездо из травы и стеблей тростника строит на стеблях тростника или на невысоких деревьях. Оба родителя высиживают кладку из 4—6 яиц, выкармливают птенцов, которые через 45 дней становятся самостоятельными.

## Численность
Изменения численности с середины XIX века по вторую половину XX века в палеарктической зоне ареала жёлтой цапли можно разбить на 4 периода:
- прямое сокращение численности. Снижение числа мест гнездовий было наиболее заметным в 1850-1920 гг. В это время сильно была развита мода на перья этих птиц. Численность в результате промысла упала не менее, чем на 85%;
- 1921-1940 гг. Продолжающийся количественный регресс в этот период обуславливался главным образом мелиоративными мероприятиями;
- 1940-1960 гг. Стабилизация численности вида. Она происходила благодаря созданию сети заповедных территорий, охране вида и началу его синантропизации;
- 1961-1969 гг. Бурный рост численности, одновременное восстановление ранее исчезнувших мест гнездования и возникновение новых. Это объяснялось внедрением мер по охране экосистем и самого вида, а также адаптацией вида к жизни в антропогенных ландшафтах — как в местах гнездования, так и на зимовках[6].